# アポクシュオメノス

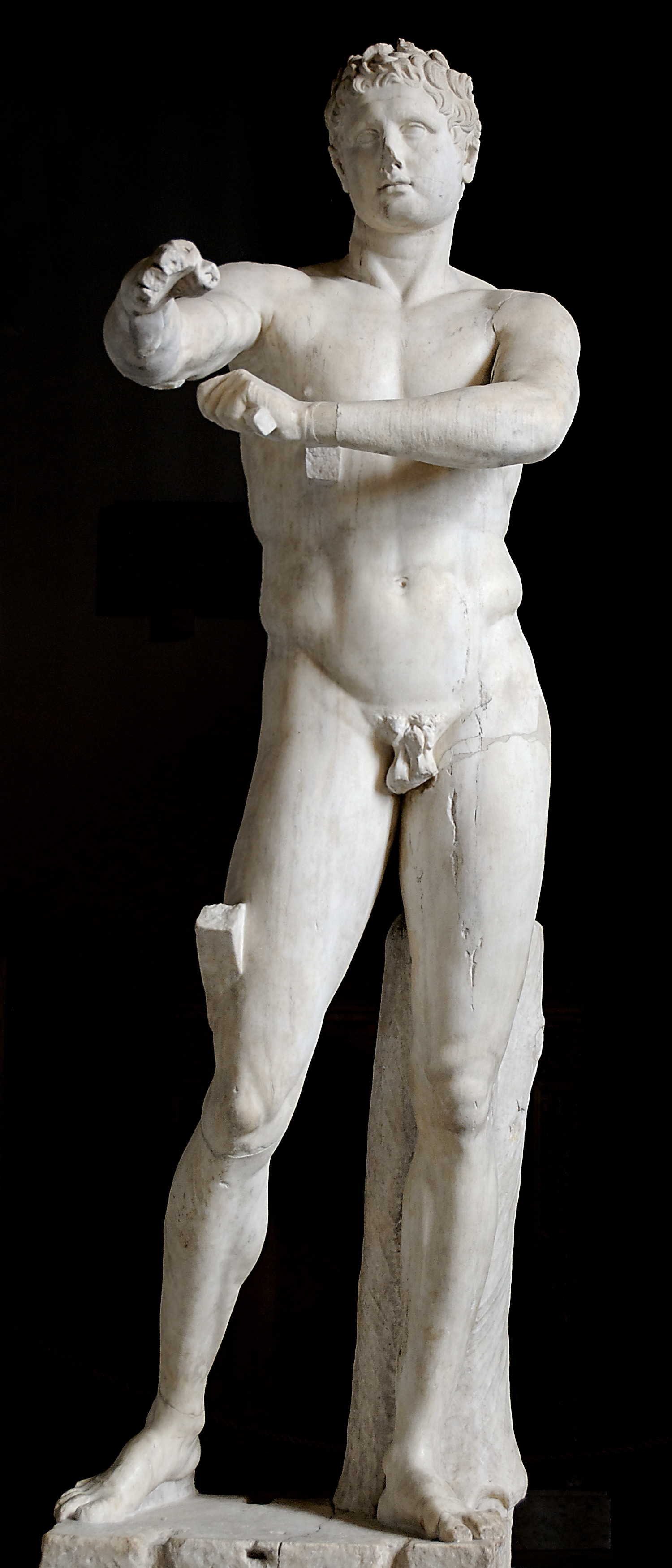
バチカン美術館のアポクシュオメノス（1849年、ローマのトラステヴェレ区で発見）

アポクシュオメノス（Apoxyomenos）は古代ギリシアの彫刻によく見られる主題で、古代ローマなどでも使われた肌かき器を使って汗や汚れを落としているアスリートを表している。拭う者(Scraper)とも。
古典古代期の最も有名なアポクシュオメノスは、アレクサンドロス3世のお抱え彫刻家だったシキオンのリュシッポスが紀元前330年ごろ制作したものである。もともとのブロンズ像は失われたが、大プリニウスの『博物誌』の記述で知られており、さらに紀元前20年ごろローマの将軍マルクス・ウィプサニウス・アグリッパがローマに建設したアグリッパ浴場にリュシッポスの傑作を設置した。後の皇帝ティベリウスはこの像に夢中になり、それを自分の寝室に移させた。しかしこれが「我々のアポクシュオメノスを取り戻せ」という騒動に発展し、皇帝は恥をかいた。
ローマのバチカン美術館にある大理石製の複製は、1849年にローマのトラステヴェレ区で発見されたもので、この像の複製とされている（右図）。その石膏模型がすぐに各国のコレクションに入れられ、教科書にもよく掲載されるようになった。この像は等身大よりやや大きく、ポリュクレイトスの7頭身ではなく、リュシッポスの特徴である8頭身で、手足が長く薄い。大プリニウスによれば、リュシッポスはいつも、他の芸術家は人間をありのままに描くが、自分は人をそうあるべき姿に描くと言っていたと注記している。リュシッポスの彫像は真のコントラポストとなっており、外に伸ばした腕が動きを与え、見る角度によって違った表情を見せる。
大プリニウスはまた、同じ主題をポリュクレイトスやその弟子であるシキオンのダイダロスが制作していることにも言及している。ポリュクレイトス派の断片的なブロンズ像は、腕を低く構え、左腕から汗と汚れを落とそうとしている。この像は1896年、トルコのエフェソスの遺跡で出土した。現在はウィーンの美術史美術館で保管している。保存状態が非常によいため、紀元前4世紀のオリジナルなのか、ヘレニズム時代の複製なのかは学者の間でも議論になった。ウフィツィ美術館のメディチ家コレクションにはクラシック期のneo-Attic様式の像があり、エフェソスのブロンズ像が発掘される以前は紀元前5世紀のオリジナルと見られていた。

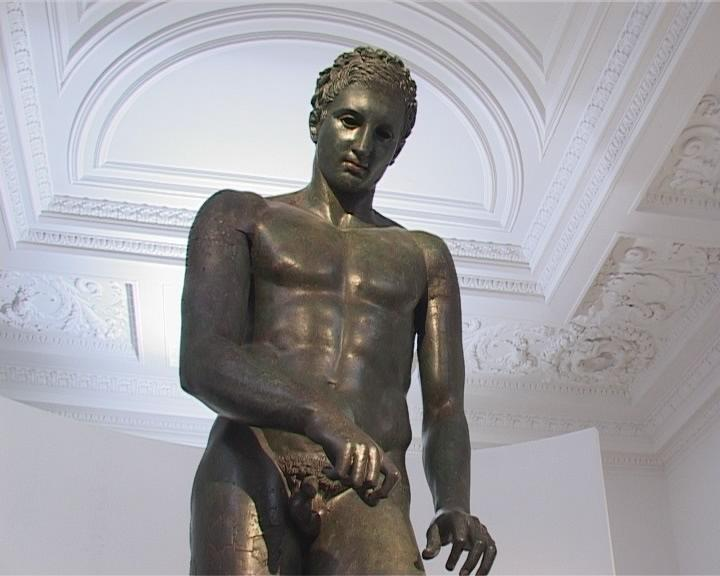
クロアチアのアポクシュオメノス

1999年、クロアチアのロシニ島近海でほぼ完全なアポクシュオメノスのブロンズ像が見つかった。これは今のところ、紀元前2世紀から紀元前1世紀のヘレニズム期の複製と見られている。現在はザグレブの美術館に Croatian Apoxyomenos として収蔵されている（左図）。ふくよかで短いあごや整っていない頭髪などの特徴がエフェソスのブロンズ像と共通している。
エルミタージュ美術館には頭部の素晴らしい複製がある。別のアポクシュオメノスのブロンズ像頭部が18世紀初頭にヴェネツィアで Bernardo Nani のコレクションに入っていた（現在は Kimball Art Museum にある）。Naniのコレクションには他にもペロポネソス半島で見つかったものが含まれていた。Kimball Art Museum はこの頭部もギリシア本土で見つかったものではないかとしている。この頭部もクロアチアのアポクシュオメノスと同様、唇に銅が化粧張りされていて、目にはガラスや銅が象嵌されていた。このようにクロアチアのアポクシュオメノスを代表とする特徴が共通な像の断片は6個ほど見つかっており、古代にはよくあるアポクシュオメノスだったとも示唆されている。一方、バチカンのアポクシュオメノスはポーズが逆向きであり、リュシッポスのオリジナルからの派生と見られている。

## ギャラリー

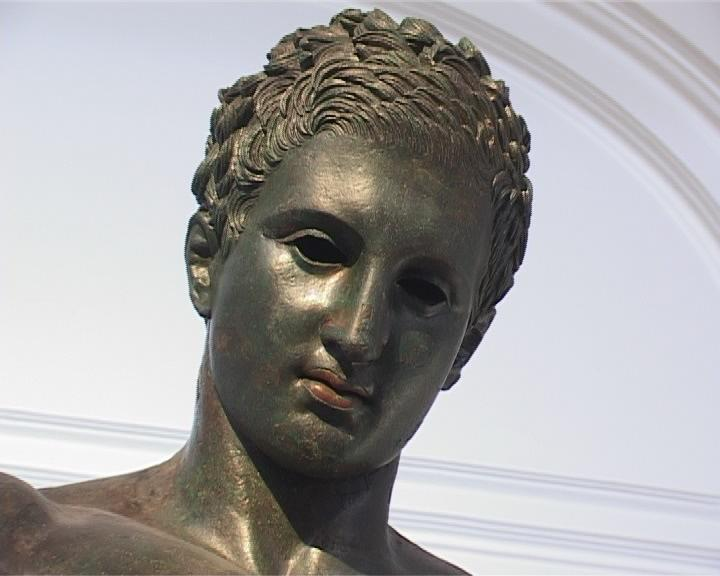
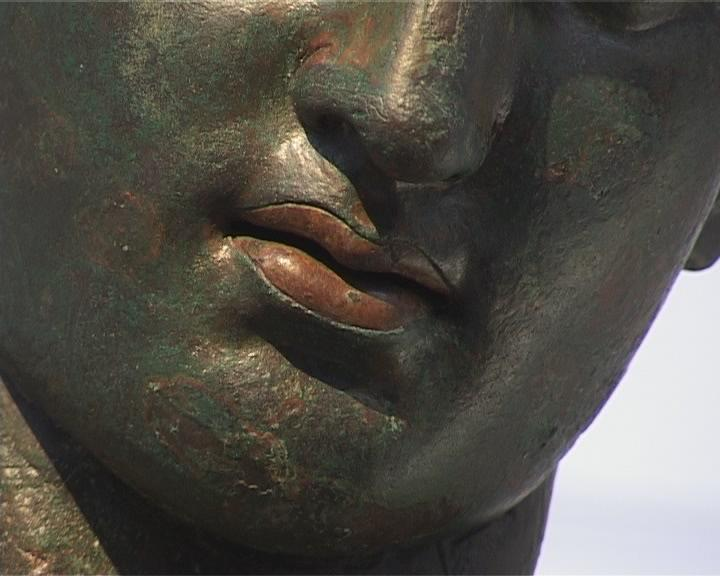